# Virgen del Carmen (Piura)
Virgen del Carmen es una localidad peruana ubicada en el distrito de Piura, perteneciente a la provincia y departamento homónimo, al norte del Perú. 

## Ubicación
Virgen del Carmen se ubica al oeste de la provincia de Piura, en el distrito de Piura, en el departamento de Piura.

## Demografía
En 2017 Virgen del Carmen tenía una población de 13 habitantes.
| Gráfica de evolución demográfica de Virgen del Carmen entre 1993 y 2017 |
|                                                                         |
| Fuentes: Población 1993 y 2017                                          |